# Elli Stoi
Elli Stoi, auch Elly Stoi, Gabriele Stoi, Elli Folk-Stoi, Elli Stoi-Folk oder Gabrielle Stoi-Folk (* 8. Februar 1902 in Wien; † 14. Juli 1994 in Salzburg) war eine österreichische Künstlerin, Kunsthandwerkerin und Sammlerin von Spielzeug.

## Leben und Werk
Gabriele Stoi war die Tochter von Karl Stoi, Ministerialsekretär im k. k. Handelsministerium. Sie besuchte während des Krieges von 1914 bis 1919 auf Vermittlung von Koloman Moser den Jugendkunstkurs an der Kunstgewerbeschule Wien bei Franz Čižek. Čižek veröffentlichte die Arbeiten seiner Schülerinnen aus dem Jugendkunstkurs in Postkartensammlungen oder als Poster. Diese wurden vom Österreichischen Jugendrotkreuz herausgegeben. Durch die Einnahmen aus dem Verkauf konnte Čižek Kindern aus weniger begüterten Familien das Schulgeld erlassen.
Nach dem Kunstkurs studierte Stoi bei Erich Mallina und Rudolf von Larisch. Sie besuchte 1919/20 die Textilwerkstätte bei Rosalia Rothansl, 1920/22 die Fachklasse Architektur bei Josef Hoffmann und 1923 die Abteilung für Naturstudien und die Allgemeine Abteilung bei Viktor Schufinsky. Im Anschluss an den Besuch der Kunstgewerbeschule studierte sie weitere sechs Semester Kunstgeschichte, Pädagogik und Psychologie an der Universität Wien. Danach wurde sie Assistentin bei ihrem früheren Professor Schufinsky, dessen Holzspielzeugsammlung sie nach seinem Tod übernahm.
Stoi entwarf Gebrauchsgrafik und Spielzeug, besonders (Theater-)Puppen. Für die Wiener Werkstätte (WW) fertigte sie 1921 sogenannte Divanpuppen. Weiter stellte sie Muster für Vorsatzpapiere, Einwickelpapiere und Stofftiere her. Sie arbeitete auch als Illustratorin.
1939 heiratete sie den Prokuristen einer Bank, Hugo Ludwig Folk (1896–1974). Ihr Mann war Sammler von Puppen- und Papiertheatern und fertigte diese auch selbst an. 1972 erfolgte der Umzug nach Salzburg.
1971 übergab das Paar die gemeinsame Spielzeugsammlung dem heutigen Salzburg Museum. Die Holzspielzeugsammlung ist im Salzburger Spielzeugmuseum ausgestellt, deren ehrenamtliche Mitarbeiterin Folk–Stoi war.
Gabriele Folk-Stoi starb im Alter von 92 Jahren. Sie wurde auf dem Friedhof Maxglan begraben. Auf ihrem Grabstein ist ein „Arschpfeiferlreiter“ aus Marmor zu sehen. Er ähnelt der Figur im Aushängeschild des Spielzeugmuseums in der Bürgerspitalgasse.

## Ausstellungen (Auswahl)
Posthum

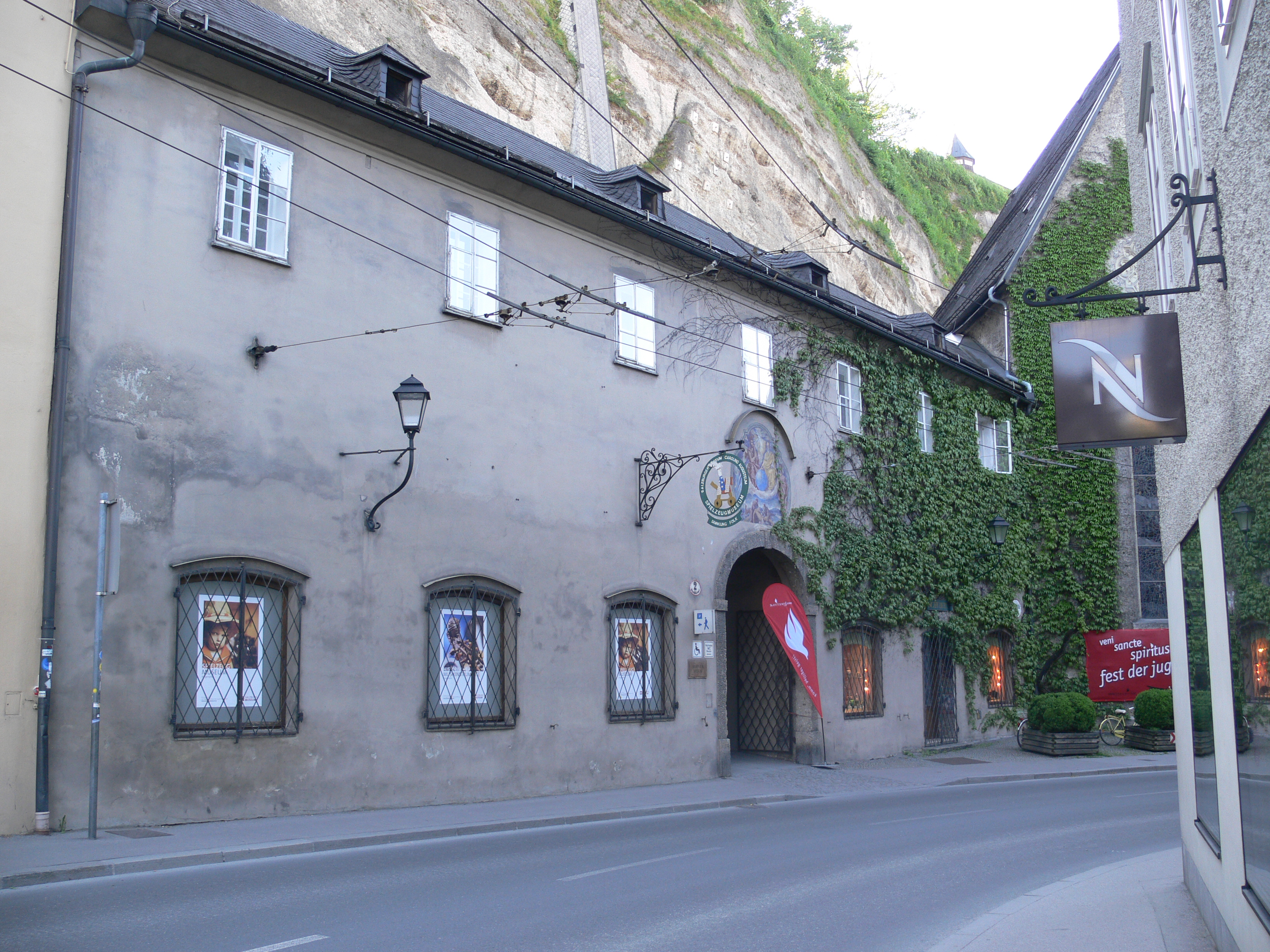
Spielzeugmuseum in der Bürgerspitalgasse, Salzburg

- 2009/2010: Spielzeug sammeln aus Leidenschaft, Salzburger Spielzeugmuseum
- 2021: Die Frauen der Wiener Werkstätte, MAK Wien

## Werke (Auswahl)
- Holzschnitt, um 1914[5]
- Reform-Arbeitskleidung, um 1917[6]
- Franz Čižek (Hrsg.): Weihnacht, vierzehn farbige original Steinzeichnungen, Schülerinnen der Klasse für Jugendkunst, Buchumschlag aus Pappe von Elly Stoi, Burgverlag Richter & Zöllner, Wien, 1922.
- Kasperl am Wundersee, ein Puppenspiel von Helene Scheu-Riesz mit farbigen Bildern und einem Marionetten Bilderbogen von Elli Stoi, in Walter Rauders: Der blaue Kinderkalender für das Jahr 1924, Rikola, Wien, Leipzig, München, 1923.
- Islinde. Ein Spiel in vier Akten. III. Österreichischer Bundesverlag, Wien, 1924.

## Auszeichnungen
- 1977: Silbernes Stadtsiegel der Stadt Salzburg zum 75. Geburtstag[2]
- 1982: Silbernes Verdienstzeichen des Landes Salzburg zum 80. Geburtstag[2]

## Schriften
- Gabriele Folk–Stoi: Eine Wiener Spielzeugsammlung, Mitteilungsblatt der Museen Österreichs, Bd. V, 1956, S. 154–158.[7]